# Alpnach
Alpnach est une commune suisse du canton d'Obwald.

## Géographie

### Situation

Vue aérienne de 250 m par Walter Mittelholzer (1931)

La commune comprend les deux localités d'Alpnach Dorf et Alpnachstad, ainsi que le hameau de Schoried. Elle se situe au pied du Pilate, à l'extrémité du bras occidental du lac des Quatre-Cantons, qui porte le nom d'Alpnachersee.
Le territoire d'Alpnach s'étend sur 53,76 km2. Lors du relevé de 2013-2018, les surfaces d'habitations et d'infrastructures représentaient 5,5 % de sa superficie, les surfaces agricoles 31,4 %, les surfaces boisées 54,6 % et les surfaces improductives 8,5 %.

### Transports
- Ligne ferroviaire Zentralbahn, depuis 2005, Lucerne-Interlaken, à 14 km de Lucerne et à 60 km d'Interlaken.
- Ligne de chemin-de-fer à crémaillère du Pilate
- Autoroute A2 (Bâle-Chiasso)  30 (Sarnen)

## Histoire
Les Romains furent parmi les premiers à s'installer à Alpnach. Le nom de la bourgade n'est toutefois cité pour la première fois qu'en 881.
La localité connut un essor avec l'inauguration de la ligne du chemin-de-fer du Pilate en 1889.

## Démographie

### Évolution de la population
Alpnach compte 6 222 habitants au 31 décembre 2022 pour une densité de population de 116 hab/km2. Sur la période 2010-2019, sa population a augmenté de 8,7 % (canton : 6,6 % ; Suisse : 9,4 %).  

### Pyramide des âges
En 2020, le taux de personnes de moins de 30 ans s'élève à 32,2 %, au-dessus de la valeur cantonale (31,2 %). Le taux de personnes de plus de 60 ans est quant à lui de 23,5 %, alors qu'il est de 26,7 % au niveau cantonal.
La même année, la commune compte 3 138 hommes pour 2 971 femmes, soit un taux de 51,4 % d'hommes, supérieur à celui du canton (50,6 %).
| Hommes | Classe d’âge | Femmes |
| ------ | ------------ | ------ |
| 0,3    | 90 ans ou +  | 1,0    |
| 6,5    | 75 à 89 ans  | 6,9    |
| 16,3   | 60 à 74 ans  | 16,0   |
| 24,1   | 45 à 59 ans  | 23,4   |
| 21,0   | 30 à 44 ans  | 20,3   |
| 15,4   | 15 à 29 ans  | 16,9   |
| 16,5   | - de 14 ans  | 15,5   |

| Hommes | Classe d’âge | Femmes |
| ------ | ------------ | ------ |
| 0,5    | 90 ans ou +  | 1,4    |
| 7,4    | 75 à 89 ans  | 8,5    |
| 17,9   | 60 à 74 ans  | 17,6   |
| 23,0   | 45 à 59 ans  | 22,5   |
| 19,6   | 30 à 44 ans  | 19,5   |
| 16,2   | 15 à 29 ans  | 15,7   |
| 15,4   | - de 14 ans  | 15,0   |

## Économie
Un aérodrome militaire est aménagé sur le territoire de la commune. Il accueille aujourd'hui les hélicoptères de l'aérodrome d'Emmen.
Depuis 2001, Alpnach abrite un centre de micro-robotique du Centre suisse d'électronique et de microtechnique (CSEM) à Neuchâtel. Cette implantation vise à positionner la Suisse centrale comme région spécialisée dans les hautes technologies.

## Monuments et curiosités
- L'église paroissiale Saint-Marie-Madeleine fut construite entre 1812 et 1820. Son clocher a été coiffé d'une pointe en 1887. Cette construction de style néo-classique procède d'un plan compliqué, la partie intérieure trahissant des différences surprenantes par rapport à la partie extérieure.
- A Schoried, au sud-ouest d'Alpnach, se situe la chapelle Saint-Théodule construite en 1711. Les peintures baroques du plafond représentent des scènes de la vie du saint[6].